# Imiesłów przysłówkowy
Imiesłów przysłówkowy – forma czasownika.
W języku polskim jest nieodmienna i nieosobowa. Rozróżnia się imiesłowy przysłówkowe współczesne i uprzednie. Od niektórych polskich czasowników można utworzyć tylko imiesłów przysłówkowy współczesny lub tylko uprzedni.
Imiesłów współczesny wskazuje na dwie czynności wykonywane w tym samym czasie; ma końcówkę „-ąc”, pochodzi od czasownika niedokonanego. Natomiast imiesłów uprzedni wyraża czynność wcześniejszą od innej; ma końcówki „-łszy” (po spółgłosce) albo „-wszy” (po samogłosce), pochodzi od czasownika dokonanego.
Imiesłów współczesny jest zawsze w czasie niedokonanym, a imiesłów uprzedni – w dokonanym.
Przykłady
- imiesłów współczesny: kupując, wybierając
- imiesłów uprzedni: kupiwszy, wybrawszy